# Environnement d'apprentissage personnel
Un environnement d'apprentissage personnel (en anglais PLE – Personal Learning Environment) est un système, un ensemble d'outils ou un écosystème qui aident des apprenants à construire, organiser eux-mêmes leur apprentissage. C'est un environnement qui rend l'apprenant capable dans son processus d'apprentissage (nous pouvons parler d'environnement capacitant).

## Définition
Il n'y a pas consensus sur la définition d'un environnement d'apprentissage personnel. D'une manière large, Graham Attwell le présente comme « une nouvelle approche d'usage des technologies pour apprendre ». Selon Nicolas Roland, chercheur en science de l'éducation, c'est « un écosystème de personnes et d'outils que l'individu mobilise et agence dans le cadre d'activités de construction de connaissances ». Ce qui signifie un environnement d'apprentissage, éclaté au contraire des Learning management system (LMS), centralisé. Certains auteurs (Terry Anderson, Ron Lubensky, Mark van Harmelen) mettent en avant l'aspect numérique du système (logiciels, applications, service web) tandis que d'autres (Clive Shepherd...) y ajoute les ressources physiques (famille, amis, livres, magazine, journal, télévision...). Dans les différents définitions, le même objectif d'un EAP apparaît : construire et gérer soi-même ses apprentissages, se prendre en main. Le formateur Marc Dennery résume l'EAP comme l'« ensemble des outils et méthodes à disposition de l'apprenant lui permettant de réussir ses objectifs d'apprentissage ».

## Démarche
Avant tout, l'apprenant doit se comprendre et être en cohérence avec son environnement d'apprentissage. En effet, nous considérons l'environnement de l'apprenant comme significatif dans son processus d’apprentissage. Il est intéressant alors que l’apprenant connaisse ses propres caractéristiques afin de mettre en place un environnement d’apprentissage personnel pertinent. Selon le modèle de RIASEC créée par le psychologue américain John Holland (1959, 1973, 1997), on considère que "plus la correspondance est grande entre les caractéristiques de l’individu et les exigences de son environnement, plus cet individu a des chances d’y être efficace et d’y trouver satisfaction” (Bujold et Gingras, 2000) et par conséquent de réussir. Les individus sont attirés par des environnements qui vont leur permettre d’exprimer leurs talents et leurs valeurs, et inversement les environnements attirent ceux qui leur correspondent. John Holland définit six types de personnalité : réaliste, investigateur, artistique, social, entreprenant et conventionnel. “Le degré de ressemblance avec chacun des six types constitue le patron de personnalité” (Marie Chédru, 2012). En effet, les types de personnalité sont reliés à la performance scolaire : certains individus s’adaptent mieux au cadre scolaire et donc réussissent mieux que d’autres. Et J. Holland définit quatre dimensions qui s’appliquent à la fois aux individus et aux environnements : la cohérence, la différenciation, l’identité et la congruence. 
- “La cohérence” correspond au rapport existant entre deux types chez un individu ou dans un environnement.
- “La différenciation” traduit le degré de précision avec lequel des individus ou des environnements sont caractérisés.
- “L’identité” indique comment un individu a une image claire et stable de ses objectifs, intérêts et aptitudes.
- “La congruence” montre la correspondance entre les types de personnalité et les environnements.

J. Holland (1997) annonce qu’un environnement congruent à un individu est un environnement dans lequel “il peut utiliser les répertoires qui lui sont propres, où il se sent accepté, apprécié et encouragé” . Cette variable est considérée comme la plus importante pour prédire le niveau de stabilité, de succès et de satisfaction des individus (Marie Chédru, 2012). On suppose que plus la congruence entre le type de personnalité d’un individu et son environnement est élevée, plus son degré de satisfaction et sa performance augmentent. Selon J. Holland (1997) les hypothèses de son approche concernant les interactions entre la personnalité d’un individu et son environnement doivent encore faire l’objet d’expérimentations.
Puis, il est important de noter que la motivation est un facteur clé de la réussite. Alors qu’une motivation élevée augmente la probabilité de réussir, une absence de motivation entraîne l’échec ou l’abandon d’un projet (Wigfield et Eccles, 2002 ; Viau, 2007 ; Ratelle, Guay, Vallerand, Larose et Sénécal, 2007 ; Vallerand, Fortier et Guay, 1997 ; Vallerand et Bissonnette, 1992). Comprendre ses déclencheurs motivationnels permet à l’apprenant d’accéder à sa réussite. On suppose la présence de déterminants majeurs dans le processus de motivation en lien avec la performance, regroupés autour de ces cinq théories suivantes : la théorie de l’auto-efficacité (Bandura, 1997) ; la théorie de l’attente-valeur (Wigfield et Eccles, 1992) ; la théorie des attributions (Weiner, 1992) ; la théorie des buts d’accomplissement (Nicholls, 1984 ; Dweck, 1986) ; la théorie de l’autodétermination  (Deci et Ryan, 1985). Selon la taxonomie des motivations de Ryan et Connell (1989), la motivation se situe sur un continuum d’autodétermination. En effet, un comportement autodéterminé rapprochera l’individu de la motivation intrinsèque (le comportement de l'individu est conduit uniquement par une circonstance interne à l'individu, sans attente de récompense externe), et plus faiblement de la motivation extrinsèque (le comportement est provoqué par une circonstance extérieure à l’individu), alors qu’un comportement non autodéterminé traduira une amotivation (l’absence de motivation liée au sentiment de perte de contrôle sur l'action ou la situation). Ce modèle des motivations nous permet d'en distinguer six types. Voici une description de chaque type de motivation :   
- La motivation intrinsèque : elle prend son origine dans les intérêts et désirs de l’individu et non dans des événements externes à lui. Il s’agit du niveau d’autodétermination le plus grand.
- La motivation extrinsèque par régulation intégrée : elle régule le comportement de l’individu de manière qu'il soit en cohérence avec les valeurs et l’identité de l’individu. Cette adéquation est positive pour l’actualisation du plan individuel de réussite.
- La motivation extrinsèque par régulation identifiée : elle renvoie aux comportements qui sont effectués parce que l’individu juge que les conséquences qu’il en tirera à long terme sont significatives pour lui. Ce comportement a du sens, il est valorisé et est en lien avec les objectifs de l’individu.
- La motivation extrinsèque par régulation introjectée : elle provient de pressions externes (culpabilité, honte, attentes sociales) que l’individu a intériorisées et qui le poussent à agir (donc des pressions internes).
- La motivation extrinsèque par régulation externe : elle exerce un contrôle sur le comportement de l’individu par des moyens externes comme des récompenses ou des contraintes (ou punitions).
- L'amotivation : il s’agit de l’absence apparente de motivation chez l’individu, traduisant un manque d’engagement, une résignation évidente, ou une dévalorisation de l'individu. L'individu n'a plus de contrôle sur son comportement.

On ajoutera que les émotions ont également leur importance dans le processus motivationnel (Barbeau, 1991).
Alors, l'apprenant doit se fixer ses propres objectifs d'apprentissage.
Ensuite, l'apprenant doit se concentrer sur trois directions selon l'enseignant en informatique, Jacques Dubois (professeur d'informatique) :
- suivre des personnes compétentes à travers leurs blogs, leurs comptes de réseau social, leurs collections de signets, leurs présentations, leurs vidéos...
- partager leurs trouvailles afin d'en faire profiter leur entourage ou des personnes ayant les mêmes centres d'intérêt
- réfléchir afin de s'approprier la matière trouvée

## Outils
Pour les besoins de sa formation, un apprenant utilisera : 
- des outils de recherche (moteur de recherche, flux RSS, réseaux sociaux),
- des outils collaboratifs (wiki, suite bureautique en ligne...),
- des outils de partage (réseaux sociaux, site de partage de vidéo, de signets...)
- des outils de production (blog, Moodle...)
- des outils de communication (réseaux sociaux, messagerie...)[24]

## Histoire
Le concept d'« environnements d'apprentissage personnel » (personal learning environments) apparaît en 1976 dans un article de chercheurs au MIT, Ira P. Goldstein, et Mark L. Miller, pour désigner des programmes informatiques qui aideraient l'homme dans son apprentissage.
Il ne représente que la dernière étape d'une approche alternative à la formation en ligne, dont les origines remontent à de vieux systèmes tels que Colloquia (système d'enseignement peer-to-peer). Il a été initialement discuté en 2001 par Bill Olivier et Lieber Oleg qui considéraient la formation en ligne comme non adaptée à tous les besoins des étudiants. Cette approche alternative s'est développée en parallèle avec les Systèmes de Gestion de l'Apprentissage qui possèdent un centre d'étude (ou de cours).
Dès le 4 novembre 2004, le concept se précise lors d’une conférence du JISC, une commission qui œuvre pour les technologies de l’éducation et les standards d’interopérabilité. Le sujet est ensuite débattu dans un cadre informel sur des blogs anglo-saxons, canadiens et australiens. De mars 2005 à juillet 2006, le CETIS, un centre de recherche en éducation commissionné par le JISC, étudie le concept de PLE pour tenter de mettre au point une définition, et un modèle et pour essayer de mieux cerner son impact.

## Limites
La mise en place d'un EAP demande « un niveau d'autonomie élevée » de la part des apprenants car ils doivent eux-mêmes définir leur travail, s'organiser et s'autoformer au préalable à la maîtrise des outils technologiques (outils de communication, de collaboration). Or, les apprenants ont des niveaux variables dans cette dernière compétence.
Christine Vaufrey, rédactrice en chef du site Thot Cursus, constate la représentation des EAP sous la forme d'une collection d'outils, une tendance  négligeant des aspects plus importants : 
- la constitution d'un réseau, c'est-à-dire de relations avec qui apprendre et échanger
- savoir ce qu'on veut apprendre.

Il est en effet facile de rester passif face aux outils et aux informations collectées.